# Serendipaceratops
A Serendipaceratops (nevének jelentése 'váratlanul talált szarvarcú') a madármedencéjű dinoszauruszok egyik kétséges neme, amely a kora kréta kori Ausztráliában élt.
Típusfaja, a S. arthurcclarkei, a 2001. Űrodisszeia szerzője, Arthur C. Clarke után kapta a nevét, aki gyermekkorában a dinoszauruszok által lenyűgözve kezdett érdeklődni a tudomány iránt. Feltehetően véletlen, hogy Serendip a Clark otthonaként szolgáló Srí Lanka korábbi neve.
A Serendipaceratops mindössze egyetlen singcsont (alkarcsont) alapján ismert. Egy 2010-es tanulmány megmutatta, hogy megbízhatóan nem kapcsolható egyetlen madármedencéjű családhoz sem, és nomen dubiumnak tekinthető.

## Osztályozás
Az eredetileg az egyik legkorábbi ceratopsia dinoszauruszként leírt Serendipaceratops csak a déli félgömbön került elő (a kétséges dél-amerikai nem, a Notoceratops mellett, amely feltehetően szintén madármedencéjű). Egy vagy talán két singcsont alapján ismert, melyek közül az első körülbelül 115 millió éves. A Victoria állam délnyugati részén levő Dinosaur Cove-nál talált karcsont feltehetően szintén egy ceratopsiáé. Ez kissé újabb, mindössze 106 millió éves. A singcsontokat elsőként tanulmányozó tudósok azt állították, hogy a két fosszília a Leptoceratopstól származik, de a későbbi tanulmányok megmutatták, hogy ez az értelmezés valószínűleg téves. Az ausztrál és új-zélandi dinoszauruszokról szóló átfogó tanulmányban Federico Angolin és kollégái úgy találták, hogy a singcsont nem hasonlít jobban a kezdetleges ceratopsiákéra, mint bármely más genasaurus madármedencéjűére, és hogy valójában sokkal jobban hasonlít az ausztrál ankylosaurus, a Minmi megfelelő testrészére.

## Felfedezés és fajok
A Serendipaceratops első ismert csontját Ausztráliában, Kilcunda közelében, Victoria állam délkeleti partján fedezték fel. Kezdetben a felfedezők, Tom Rich és Patricia Vickers-Rich nem tartották ceratopsiának a fosszíliát, mivel ez volt az utolsó dinoszaurusz család, melynek jelenlétére Ausztráliában bizonyítékot találhattak. Ehelyett megpróbálták meggyőzni egymást arról, hogy a csont egy theropodáé volt, de a kanadai Albertában levő Royal Tyrrell Őslénytani Múzeumban (Royal Tyrrell Museum of Palaeontology) tett látogatásuk során felismerték, hogy a singcsont nagyon hasonlít a Leptoceratopséra. A nem neve erre a váratlan felfedezésre utal.

## Fordítás
Ez a szócikk részben vagy egészben a Serendipaceratops című angol Wikipédia-szócikk ezen változatának fordításán alapul.  Az eredeti cikk szerkesztőit annak laptörténete sorolja fel. Ez a jelzés csupán a megfogalmazás eredetét és a szerzői jogokat jelzi, nem szolgál a cikkben szereplő információk forrásmegjelöléseként.